# Колодозеро
Колодозеро — пресноводное озеро на территории Кривецкого сельского поселения Пудожского района Республики Карелии.

## Общие сведения
Площадь озера — 2,2 км², площадь водосборного бассейна — 129 км². Располагается на высоте 105,3 метров над уровнем моря.
Форма озера лопастная, продолговатая: оно почти на два с половиной километра вытянуто с юго-запада на северо-восток. Берега изрезанные, преимущественно каменисто-песчаные.
Из залива на северо-западной стороне озера берёт начало река Виксеньга, впадающая в реку Колоду, которая является притоком реки Водлы, впадающей в Онежское озеро.
С южной стороны в Колодозеро впадает протока без названия, несущая воды озёр Большого Лебяжьего, Хабозера, Наглимозера и Саргозера, а также реки Хабаньзи.
В озере около десятка безымянных островов различной площади, рассредоточенных по всей площади водоёма.
На берегу (или вблизи) Колодозера располагаются деревни: Усть-Река, Погост, Ершова, Заозерье и Дубовская.
Код объекта в государственном водном реестре — 01040100411102000019496.